# روني نولان
روني نولان (بالإنجليزية: Ronnie Nolan)‏ (22 أكتوبر 1933 بدبلن في جمهورية أيرلندا - يونيو 2023) هو لاعب كرة قدم أيرلندي في مركز الدفاع. شارك مع منتخب جمهورية أيرلندا لكرة القدم. أما مع النوادي، فقد لعب مع نادي بوهيميان ونادي شامروك روفرز وبوسطن روفرز ‏ ودوري أيرلندا الحادي عشر ‏.